# 渡部賢一
渡部 賢一（わたなべ けんいち、1952年10月28日 - ）は、日本の実業家。野村ホールディングス取締役代表執行役グループCEO兼社長を務めた。

## 人物・経歴
兵庫県出身。六甲学院高等学校を経て、1975年神戸大学経済学部卒業、野村證券（現野村ホールディングス）入社。海外業務企画部長、主計二部長、総合企画室付部長、主計部長を経て、1998年取締役グローバルリスクマネジメント兼財務兼審査本部担当に昇格。2000年常務取締役。
2008年から野村ホールディングス取締役CEO兼執行役社長及び野村證券取締役CEO兼執行役社長を務めた。2011年野村ホールディングス代表執行役グループCEO兼務。公募増資のインサイダー取引問題に対応するなどし、2012年野村ホールディングス常任顧問に退いた。同年野村資本市場研究所理事長。
民間外交推進協会副会長兼日印文化経済委員会委員長、東京兵庫県人会副会長、財務省財政制度等審議会委員、日本国際フォーラム監事、新潟県行財政改革有識者会議委員、神戸大学東京六甲クラブ理事等も務めた。

## テレビ出演
- 日経スペシャル カンブリア宮殿  「村上龍×金融危機 スペシャル企画 今、日本は何をすべきか？」（2008年11月10日、テレビ東京）- 野村ホールディングス 社長として出演[14]。